# Els dotze abats de Challant
Els dotze abats de Challant (I dodici abati di Challant en l'italià original), és una novel·la de Laura Mancinelli publicada el 1981 i guanyadora el igual any, del Prix Mondello.
La història es desenvolupa a finals del segle xii en un castell de la Vall d'Aosta.

## Argument
Un home feudal hereta un castell amb la clàusula de mantenir la fe en una obligació maliciosa de castedat. Dotze abadies assumeixen la tasca de vigilar l'observança del compromís, però tots desapareixen en una successió de morts misterioses, víctimes d'incidents banals i emblemàtics. Belles i desemparades Madonnas, castellanes i pretendents, filòsofs perseguits per la Inquisició, escuders i monjos, dimonis i màgia de sofre, lectures testamentàries i temptacions carnals, audàcia i santuari, i una altra vegada ... la bella Nostra Senyora de Maravì amor, nostàlgia, passejades serotines, inventors i cirurgians de trasplantament en olor d'herejía, i fins i tot un nen i el seu gat Miró.
En la novel·la, es presenten molts personatges, alguns que només apareixen en un capítol (com el comerciant, l'inventor o l'astròleg), uns altres que tornen després d'un temps per a una breu aparició (com el trobador i el filòsof). Cadascun d'ells representa una classe social de l'edat mitjana.

## Personatges
Els nobles
- Franchino de Màntua – Senyor del castell

Rubio, prim, amb ulls blaus. Per aquestes raons hauria d’haver (i potser fins i tot volgut) ser un joglar, sense oblidar que li agradava compondre cançons amb la seva viola. Va lamentar haver signat el testament, així com el fet que hagués de romandre cast, sobretot perquè no va poder administrar un territori, amb totes les molèsties del cas. Però havia acceptat perquè li semblava lleig no acceptar, perquè normalment es fa; en el fons per què ni tan sols ho sabia. Permanentment enamorat, encara que no sabés estimar. Gelós de tots els hostes del castell que van cortejar Madonna Bianca di Challant, tant que va expulsar el trobador.
- Marquèsa Bianca di Challant – Senyora del castell

Dona molt bella, estimada per molts, inclosos el duc, el filòsof, el trobador i l’abat Mistral. Abans sortia a cavall la nit abans de la posta de sol. De vegades va muntar Hipomeles, un orgullós cavall blanc, amb un trot lent i solemne; en altres ocasions, cavalcava Yvars, negre, àgil, nerviós i ràpid. Amb Ippomele es vestia tota de blanc: blanca la capa, blanca el vel, blanca el gran barret col·locat al vel; amb Yvars, en canvi, es vestia de negre. Però va ser bella en les dues ocasions.
- Cavaller Venafro

Misteriós cavaller allotjat al castell Challant. No se sap gairebé res, fins i tot si Venafro és el seu nom real, es creu que els seus orígens deriven de la bella Isabel d'Angulema, però tota la seva existència és un misteri. Viu a una habitació de la torre del castell, que es diferencia de les altres perquè és l’única en què brilla una llum fins ben entrada la nit, mentre s'absorbeix en escriure el seu Herbari. Des del moment en què arriba al castell, sense escuders ni pàgines, es produeixen fets estranys que li fan creure la causa indirecta d’algunes morts. Es queda amb la marquesa fins i tot després de la crema del castell.
Visitants
- Enrique de Morazzone – Inventor
- La Nostra Senyora Maravì –
- La sacerdòtessa –
- El comerçant venecià – Comerçant
- El trobador – Trobador
- L'astròleg – Astròleg

Els dotze abats
- Umidio
- Nevoso
- Celorio
- Foscolo
- Mistral
- Leonzio
- Torchiato
- Malbruno
- Santoro
- Prudenzio
- Ildebrando
- Ipocondrio